# Polystira
Polystira é um gênero de gastrópodes pertencente a família Turridae.

## Espécies
- Polystira albida (G. Perry, 1811)[2]
- Polystira antillarum (Crosse, 1865)
- Polystira artia Berry, 1957
- Polystira bayeri Petuch, 2001[3]
- Polystira coltrorum Petuch, 1993[4]
- Polystira cubacaribbaea Espinosa, Ortea & Moro, 2017
- Polystira eloinae Espinosa, Ortea & Moro, 2017
- Polystira florencae Bartsch, 1934[5]
- Polystira formosissima (Smith E. A., 1915)[6]
- Polystira gruneri (Philippi, 1848)[7]
- Polystira jaguaella Espinosa, Ortea & Moro, 2017
- Polystira jelskii (Crosse, 1865)
- Polystira jiguaniensis Espinosa, Ortea & Moro, 2017
- Polystira juangrinensis Espinosa, Ortea & Moro, 2017
- Polystira lindae Petuch, 1987[8]
- Polystira macra Bartsch, 1934[9]
- Polystira nobilis (Hinds, 1843)[10]
- Polystira oxytropis (G.B. Sowerby I, 1834)[11]
- Polystira parthenia Berry, 1957
- Polystira parvula Espinosa, Ortea & Moro, 2017
- Polystira picta (Reeve, 1843)[12]
- Polystira starretti Petuch, 2002[13]
- Polystira sunderlandi Petuch, 1987[14]
- Polystira tellea (Dall, 1889)[15]
- Polystira vibex (Dall, 1889)[16]

Espécies trazidas para a sinonímia
- Polystira barretti (Guppy, 1866): sinônimo de Polystira albida (G. Perry, 1811)
- Polystira hilli Petuch, 1988:[17] sinônimo de Polystira jelskii (Crosse, 1865)
- Polystira phillipsi Nowell-Usticke, 1969:[18] sinônimo de Polystira gruneri (Philippi, 1848)
- Polystira staretti Petuch, 2002: sinônimo de Polystira starretti Petuch, 2002